# Sara Weinschelbaum Jairala
Sara Weinschelbaum de Jairala (1915 - Rosario, 19 de septiembre de 2009) fue una médica y profesora de física biológica, de la Facultad de Ciencias Médicas de la Universidad Nacional de Rosario, Santa Fe.

## Biografía
Hija de Abraham Weinschelbaum y Raquel Guestrin de Weinschelbaum, ambos inmigrantes ucranianos de origen judío, provenientes de la región de Podolia.

## Obra

### Algunas publicaciones
Publicó numerosos artículos de investigación, tales como: 
- Effect of sodium, potassium and lithium on the oxygen consumption of rat-kidney cortex ;[2]

- Influence of ethacrynic acid and ouabain on the oxygen consumption and potassium and sodium content of the kidney external medulla of the dog ;[3]

- Kinetics of Inulin Penetration in Cortex and Medullary Kidney Slices;[4]

- Influence of trifluoperazine and verapamil on the isolated perfused rat kidned ;[5] etc.

## Otros cargos
Ocupó distintos cargos de gestión institucional vinculados con el quehacer científico-tecnológico de la Universidad Nacional de Rosario (Secretaria de Ciencia y Técnica de la Facultad, Secretaria de Ciencia y Tecnología de la UNR, Presidente del Consejo de Investigaciones de la Universidad Nacional de Rosario CIUNR,  desde 1987 a 1991 y desde 1993 a 1997) .

## Distinción
El Consejo de Investigaciones de la UNR le rindió un homenaje póstumo, en el año 2009.